# Kłobucki Potok
Kłobucki Potok (niem. Keller Bach, Kellerbach) – strumień w północno-zachodniej Polsce, lewy dopływ Płoni. Płynie przez wschodnią część Wzgórz Bukowych w województwie zachodniopomorskim, w powiecie gryfińskim, w gminie Stare Czarnowo i w Szczecinie-Jezierzycach, na terenie Szczecińskiego Parku Krajobrazowego „Puszcza Bukowa”.
Kłobucki Potok bierze początek z podmokłego obniżenia terenu zwanego Brzezień, na południowy wschód od rezerwatu przyrody „Kołowskie Parowy”. W górnym biegu płynie szeroką malowniczą doliną początkowo na wschód, potem na północny wschód. Przyjmuje kolejno z prawego brzegu Mały Potok, Dobropolskie Źródło, Sułtańską Wodę i dopływ bez nazwy tuż przed Wieleckim Stawem, zaś z lewego brzegu krótki okresowy ciek koło Zamecznej Góry, bezimienny strumień koło Mylnej Góry, Sosnówkę oraz dopływy bez nazwy uchodzące po zachodniej stronie drogi krajowej nr 3 i na południe od Szczecina-Jezierzyc. Przepływa przez Wielecki Staw. Potem płynie głęboką doliną, w której w XIX w. istniały dwa młyny wodne. Jeden z nich zamieniony na restaurację przetrwał do II wojny światowej. Kłobucki Potok wpada do Płoni z jej lewego brzegu powyżej stawów w Szczecinie Jezierzycach. Nad strumieniem płaty olsu i łęgu olszowego, z których najpiękniejsze włączono do rezerwatu przyrody „Buczynowe Wąwozy”.
Długość potoku wynosi ponad 8 km, w tym na terenie Puszczy Bukowej około 6 km.